# Michael Doohan
Michael Sydney Doohan AM, conegut com a Michael Doohan   (Gold Coast, 4 de juny de 1965) o Mick Doohan, és un antic pilot de motociclisme australià que va guanyar cinc campionats del món consecutius (1994-1998) de 500cc, aleshores la "categoria reina" dels Grans Premis. Els seus cinc títols el situen en quart lloc a la llista de campions de la màxima categoria, superat només per Giacomo Agostini, Valentino Rossi i Marc Márquez.
Doohan va ser nomenat membre de l'Orde d'Austràlia (AM, Member of the Order of Australia) per la seva contribució a l'esport del motociclisme el 1996 i MotoGP Legend el 2000.

## Carrera esportiva
Originari de Gold Coast (Queensland), prop de Brisbane, Doohan es va educar als col·legis St Joseph's i Gregory Terrace i a l'institut Aspley State de Brisbane. Va tenir els seus primers contactes amb el món del motor a l'edat de 9 anys. A finals de la dècada del 1980 va despuntar en els campionats de Superbike d'Austràlia i el Japó, destacant-hi el 1988 com a membre del Australia Marlboro Yamaha Team, amb el qual aconseguí tres victòries en quatre proves disputades.
El 1988 va guanyar al circuit de Mount Panorama el darrer Gran Premi d'Austràlia que se celebrava en format TT puntuable per al Campionat del Món de Superbike, abans que la cursa esdevingués el Gran Premi d'Austràlia puntuable per al mundial de velocitat i es traslladés a Phillip Island l'any següent. Doohan és un dels pocs campions del món de 500cc (o de MotoGP) a haver guanyat mai una cursa del mundial de Superbike.

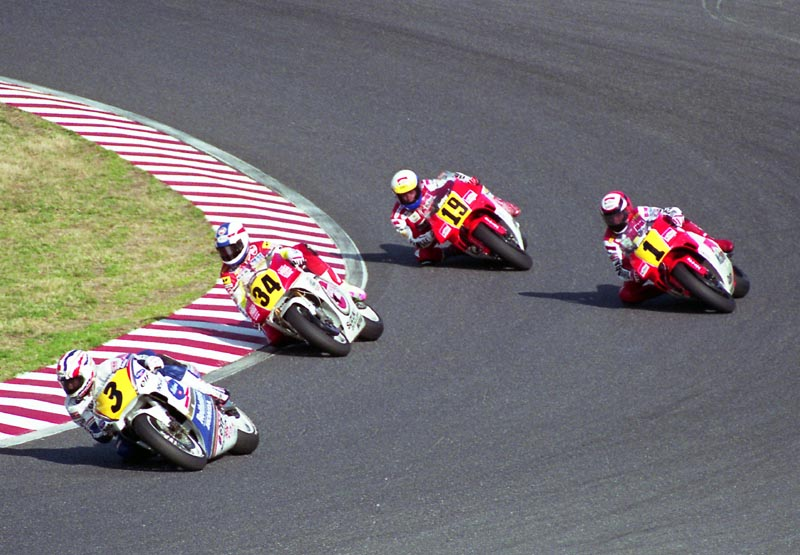
Doohan davant de Kevin Schwantz, Wayne Rainey i John Kocinski al de 1991

Doohan va debutar en Gran Premi el 1989 amb una Honda NSR500 de dos temps de l'equip oficial Honda HRC, on tenia de companys el també australià Wayne Gardner i l'americà Eddie Lawson. El 1990 obtingué la seva primera victòria al Gran Premi d'Hongria, a Hungaroring, i acabà el mundial en la tercera posició final. El 1991 va guanyar tres curses i va acabar subcampió del món per darrere de Wayne Rainey (Yamaha). Aquell any, a més, formant parella amb Wayne Gardner va guanyar les 8 Hores de Suzuka amb una Honda RVF750 Superbike.
El 1992, quan semblava que anava camí de guanyar el seu primer campionat del món, es va lesionar greument en un accident als entrenaments previs al Dutch TT. A causa d'una posterior complicació en la recuperació va patir danys permanents i greus a la cama dreta i va estar a punt de perdre-la. En aquells moments, Doohan tenia 65 punts d'avantatge al capdavant del campionat, però arran de l'accident no va poder competir durant vuit setmanes. Després d'una dura recuperació, va tornar a córrer a les dues últimes curses, però no va poder evitar que Wayne Rainey guanyés el seu tercer títol consecutiu per només quatre punts d'avantatge.
El 1993 va continuar el procés de la lenta recuperació de les ferides a la cama. Durant aquell temps va adoptar un fre posterior accionat amb el polze esquerre, ja que el peu dret li havia quedat inhabilitat per a aquesta funció. Va acabar el campionat en quart lloc final i fins i tot va aconseguir una nova victòria. El 1994, Doohan va guanyar el seu primer Campionat del Món de 500cc, un títol que va revalidar anualment fins al 1998, guanyant cinc mundials consecutius de forma incontestable. El 1997, el seu any més reeixit, va guanyar 12 de les 15 curses del campionat, va acabar segon en altres dues i va caure a l'última cursa de la temporada (casualment, el GP d'Austràlia) mentre l'encapçalava per més de sis segons.
El 1999 Doohan va tenir un altre accident, aquesta vegada en una sessió de classificació amb la pista mullada al Gran Premi d'Espanya, al circuit de Jerez, i es va tornar a trencar la cama dreta per diversos llocs. Aleshores va anunciar la seva retirada. Malgrat tot, va continuar lligat als Grans Premis com a director esportiu de l'equip Honda HRC fins al 2004.
El juny de 2011, Doohan va fer una aparició al TT de l'Illa de Man, on va completar una volta d'exhibició al Snaefell Mountain Course i va retre homenatge al seu antic company de curses d'Honda, Joey Dunlop, qui va guanyar 26 curses en aquest circuit abans de morir-se en una cursa a Estònia el 2000.

### Automobilisme
Després del seu èxit als Grans Premis de motociclisme, Doohan va tenir l'oportunitat de provar un monoplaça de Fórmula 1, el Williams FW19, al Circuit de Catalunya l'abril de 1998. El cotxe li va semblar difícil de conduir i es va estavellar contra una barrera. El 2001 va conduir un Mercedes Benz CLK55 AMG amb Mark Stacey de copilot al ral·li Targa Tasmania, on anaven els tretzens el tercer dia abans d'estavellar-se; ni ell ni Stacey no van resultar ferits a l'incident.

## Contribucions a la moto

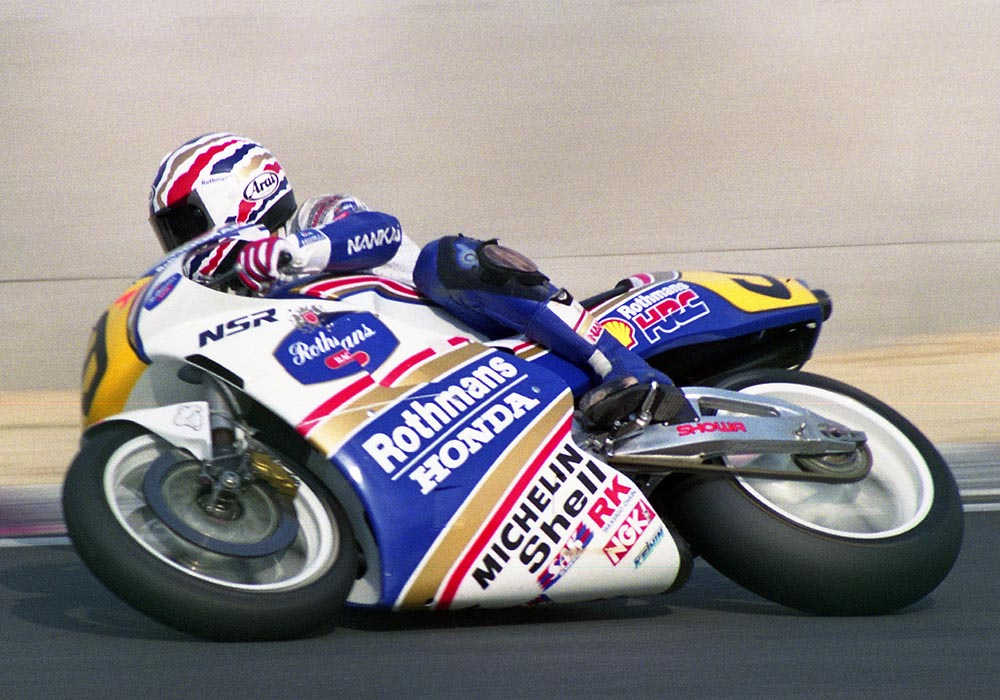
Doohan amb l'Honda NSR500 al GP del Japó de 1990

Malgrat córrer sovint contra fins a vuit rivals que pilotaven Honda NSR500 no oficials, el marge de superioritat de Doohan sobre ells era tal que en moltes curses aconseguia un avantatge còmode i després corria al límit fins a obtenir la victòria. Tot i que la seva habilitat innata de pilotatge va jugar clarament un paper important en el seu èxit, va comptar també amb l'experiència del seu enginyer de cursa en cap, Jeremy Burgess, qui va perfeccionar les suspensions i la geometria de la seva moto. Burgess esdevingué més tard l'enginyer en cap de Valentino Rossi i, després de la retirada de Doohan, va fer d'assessor itinerant de l'equip de competició d'Honda als Grans Premis.
Segons es va dir, entre 1994 i 1998 l'Honda de Doohan no havia sofert gaire canvis i els enginyers d'Honda se sentien frustrats per la reticència de Doohan a provar innovacions com ara el canvi electrònic (només va ser quan Rossi va entrar a l'equip l'any 2000 que els enginyers d'Honda van tenir l'oportunitat de provar amb ell més innovacions). Després del seu accident a Assen el 1992 i a causa de les seqüeles, entre elles la manca de sensibilitat al peu dret i el reduït rang de moviment del turmell, Doohan va decidir de desenvolupar un fre posterior accionat amb el polze. Es tractava d'un dispositiu semblant a la barra que es fa servir a les motos d'aigua, muntat a l'esquerra del manillar.
Valentino Rossi, campió del món 500cc el 2001 i sis vegades campió de MotoGP a partir del 2002, va declarar en una ocasió:
«Mick Doohan tenia un estil de pilotatge diferent del meu, no feia servir tant la velocitat en revolt, per això tenia menys problemes amb els ajustaments. Derrapava i en sortia, com un autèntic pilot de 500. Ara penso que sóc prou bo en 500, però he vist algunes de les lectures de dades de Mick i, c***s, era molt ràpid. Era ell qui marcava la diferència, no la moto».

## Distincions
Doohan va ser nomenat membre de l'Orde d'Austràlia (AM) el 1996 i va rebre una Medalla Esportiva Australiana el 2000. Aquell any mateix va ser incorporat al Saló de la Fama de MotoGP com a MotoGP Legend. La ciutat de Gold Coast li va atorgar la "Clau de la ciutat" el 1997. Va ser inclòs al Sport Australia Hall of Fame el 2009. El primer revolt del circuit de Phillip Island porta el seu nom.
El 2009, com a part de les celebracions del Q150, en què es commemora la separació de Queensland de Nova Gal·les del Sud, Doohan va ser nomenat Icona del Q150 de Queensland pel seu paper com a "llegenda de l'esport".

## Vida personal

Doohan amb el seu Mercedes de ral·li cap al 2001

El 8 d'agost de 2006, Doohan va comparèixer al Tribunal de Darwin per enfrontar-se a càrrecs a causa d'una baralla de cap de setmana en un club de striptease. Va ser multat amb 2.500 dòlars després de declarar-se culpable d'agressió a un porter i no abandonar el local en ser-li demanat. No es va dictar cap condemna.
Doohan es va casar amb Selina Sines, que havia estat la seva parella durant els onze anys anteriors, el dimarts 21 de març de 2006 a l'illa de Hamilton; la parella té dos fills, un d'ells, el pilot d'automobilisme Jack Doohan.
Mick Doohan va ajudar a dissenyar una motocicleta especial per a muntanya russa d'Intamin, anomenada Mick Doohan's Motocoaster. La muntanya russa es troba al Dreamworld de Gold Coast. El nom de Doohan es va eliminar de la marca de l'equipament el maig de 2022 i ara es coneix simplement com a Motocoaster.
Michael Doohan és conegut amb diversos malnoms, entre ells "Quick Mick" ('Mick el ràpid'), "Mad Mick" ('Mick el boig') i "The Thunder from Down Under" ('El tro d'Austràlia', ja que "down under" 'a baix' es fa servir col·loquialment per a referir-se a aquest país).

## Resultats al Mundial de motociclisme

### Per temporada
Font:
| Any   | Classe | Moto         | Curses | Victòries | Podis | Poles | FLaps | Punts | Posició |
| ----- | ------ | ------------ | ------ | --------- | ----- | ----- | ----- | ----- | ------- |
| 1989  | 500cc  | Honda NSR500 | 12     | 0         | 1     | 0     | 0     | 81    | 9è      |
| 1990  | 500cc  | Honda NSR500 | 15     | 1         | 5     | 3     | 2     | 179   | 3r      |
| 1991  | 500cc  | Honda NSR500 | 15     | 3         | 14    | 2     | 1     | 224   | 2n      |
| 1992  | 500cc  | Honda NSR500 | 9      | 5         | 7     | 6     | 5     | 136   | 2n      |
| 1993  | 500cc  | Honda NSR500 | 13     | 1         | 6     | 4     | 4     | 156   | 4t      |
| 1994  | 500cc  | Honda NSR500 | 14     | 9         | 14    | 6     | 7     | 317   | 1r      |
| 1995  | 500cc  | Honda NSR500 | 13     | 7         | 10    | 9     | 7     | 248   | 1r      |
| 1996  | 500cc  | Honda NSR500 | 15     | 8         | 12    | 8     | 4     | 309   | 1r      |
| 1997  | 500cc  | Honda NSR500 | 15     | 12        | 14    | 12    | 11    | 340   | 1r      |
| 1998  | 500cc  | Honda NSR500 | 14     | 8         | 11    | 8     | 3     | 260   | 1r      |
| 1999  | 500cc  | Honda NSR500 | 2      | 0         | 1     | 0     | 2     | 33    | 17è     |
| Total |        |              | 137    | 54        | 95    | 58    | 46    | 2283  |         |

### Curses per any
Barem de puntuació de 1988 a 1991:
| Posició | 1  | 2  | 3  | 4  | 5  | 6  | 7 | 8 | 9 | 10 | 11 | 12 | 13 | 14 | 15 |
| Punts   | 20 | 17 | 15 | 13 | 11 | 10 | 9 | 8 | 7 | 6  | 5  | 4  | 3  | 2  | 1  |

Barem de puntuació de 1992:
| Posició | 1  | 2  | 3  | 4  | 5 | 6 | 7 | 8 | 9 | 10 |
| Punts   | 20 | 15 | 12 | 10 | 8 | 6 | 4 | 3 | 2 | 1  |

Barem de puntuació de 1993 ençà:
| Posició | 1  | 2  | 3  | 4  | 5  | 6  | 7 | 8 | 9 | 10 | 11 | 12 | 13 | 14 | 15 |
| Punts   | 25 | 20 | 16 | 13 | 11 | 10 | 9 | 8 | 7 | 6  | 5  | 4  | 3  | 2  | 1  |

(Ids. Grans Premis | Llegenda) (Curses en negreta indiquen pole; curses en  itàlica indiquen volta ràpida)
| Any  | Categoria | Equip          | Moto   | 1       | 2     | 3     | 4       | 5       | 6       | 7     | 8       | 9       | 10      | 11      | 12     | 13      | 14      | 15      | 16    | Punts | Posició | Victòries |
| ---- | --------- | -------------- | ------ | ------- | ----- | ----- | ------- | ------- | ------- | ----- | ------- | ------- | ------- | ------- | ------ | ------- | ------- | ------- | ----- | ----- | ------- | --------- |
| 1989 | 500cc     | Rothmans Honda | NSR500 | JPN Ret | AUS 8 | USA 8 | ESP Ret | NAT Ret | GER 3   | AUT 8 | YUG 6   | DTT 9   | BEL 8   | FRA 8   | GBR -  | SWE -   | CSR -   | BRA 4   |       | 81    | 9è      | 0         |
| 1990 | 500cc     | Rothmans Honda | NSR500 | JPN NC  | USA 2 | ESP 4 | NAT 3   | GER Ret | AUT 3   | YUG 4 | DTT 4   | BEL 6   | FRA 4   | GBR 4   | SWE 4  | CSR 9   | HUN 1   | AUS 2   |       | 179   | 3r      | 1         |
| 1991 | 500cc     | Rothmans Honda | NSR500 | JPN 2   | AUS 2 | USA 2 | ESP 1   | ITA 1   | GER 3   | AUT 1 | EUR 2   | DTT Ret | FRA 2   | GBR 3   | SM 3   | CSR 2   | VDM 2   | MAL 3   |       | 224   | 2n      | 3         |
| 1992 | 500cc     | Rothmans Honda | NSR500 | JPN 1   | AUS 1 | MAL 1 | ESP 1   | ITA 2   | EUR 2   | GER 1 | DTT NVC | HUN LES | FRA LES | GBR LES | BRA 12 | RSA 6   |         |         |       | 136   | 2n      | 5         |
| 1993 | 500cc     | Rothmans Honda | NSR500 | AUS Ret | MAL 4 | JPN 7 | ESP 4   | AUT 2   | GER Ret | DTT 2 | EUR 2   | SM 1    | GBR Ret | CZE 3   | ITA 2  | USA Ret | FIM LES |         |       | 156   | 4t      | 1         |
| 1994 | 500cc     | HRC Honda      | NSR500 | AUS 3   | MAL 1 | JPN 2 | ESP 1   | AUT 1   | GER 1   | DTT 1 | ITA 1   | FRA 1   | GBR 2   | CZE 1   | USA 3  | ARG 1   | EUR 2   |         |       | 317   | 1r      | 9         |
| 1995 | 500cc     | Repsol Honda   | NSR500 | AUS 1   | MAL 1 | JPN 2 | ESP Ret | GER Ret | ITA 1   | DTT 1 | FRA 1   | GBR 1   | CZE 2   | BRA 2   | ARG 1  | EUR 4   |         |         |       | 248   | 1r      | 7         |
| 1996 | 500cc     | Repsol Honda   | NSR500 | MAL 5   | INA 1 | JPN 6 | ESP 1   | ITA 1   | FRA 1   | DTT 1 | GER 2   | GBR 1   | AUT 2   | CZE 2   | IMO 1  | CAT 2   | BRA 1   | AUS 8   |       | 309   | 1r      | 8         |
| 1997 | 500cc     | Repsol Honda   | NSR500 | MAL 1   | JPN 1 | ESP 2 | ITA 1   | AUT 1   | FRA 1   | DTT 1 | IMO 1   | GER 1   | BRA 1   | GBR 1   | CZE 1  | CAT 1   | INA 2   | AUS Ret |       | 340   | 1r      | 12        |
| 1998 | 500cc     | Repsol Honda   | NSR500 | JPN Ret | MAL 1 | ESP 2 | ITA 1   | FRA 2   | MAD Ret | DTT 1 | GBR 2   | GER 1   | CZE Ret | IMO 1   | CAT 1  | AUS 1   | ARG 1   |         |       | 260   | 1r      | 8         |
| 1999 | 500cc     | Repsol Honda   | NSR500 | MAL 4   | JPN 2 | ESP - | FRA -   | ITA -   | CAT -   | DTT - | GBR -   | GER -   | CZE -   | IMO -   | VAL -  | AUS -   | RSA -   | BRA -   | ARG - | 33    | 17è     | 0         |